# Mūrmuiža (Bezirk Beverīna)
Mūrmuiža (deutsch: Gemauerthof) ist eine Ortschaft im Norden Lettlands und Zentrum der Gemeinde Kauguri, gelegen an der Miegupe, einem Nebenfluss der Gauja.

## Geschichte

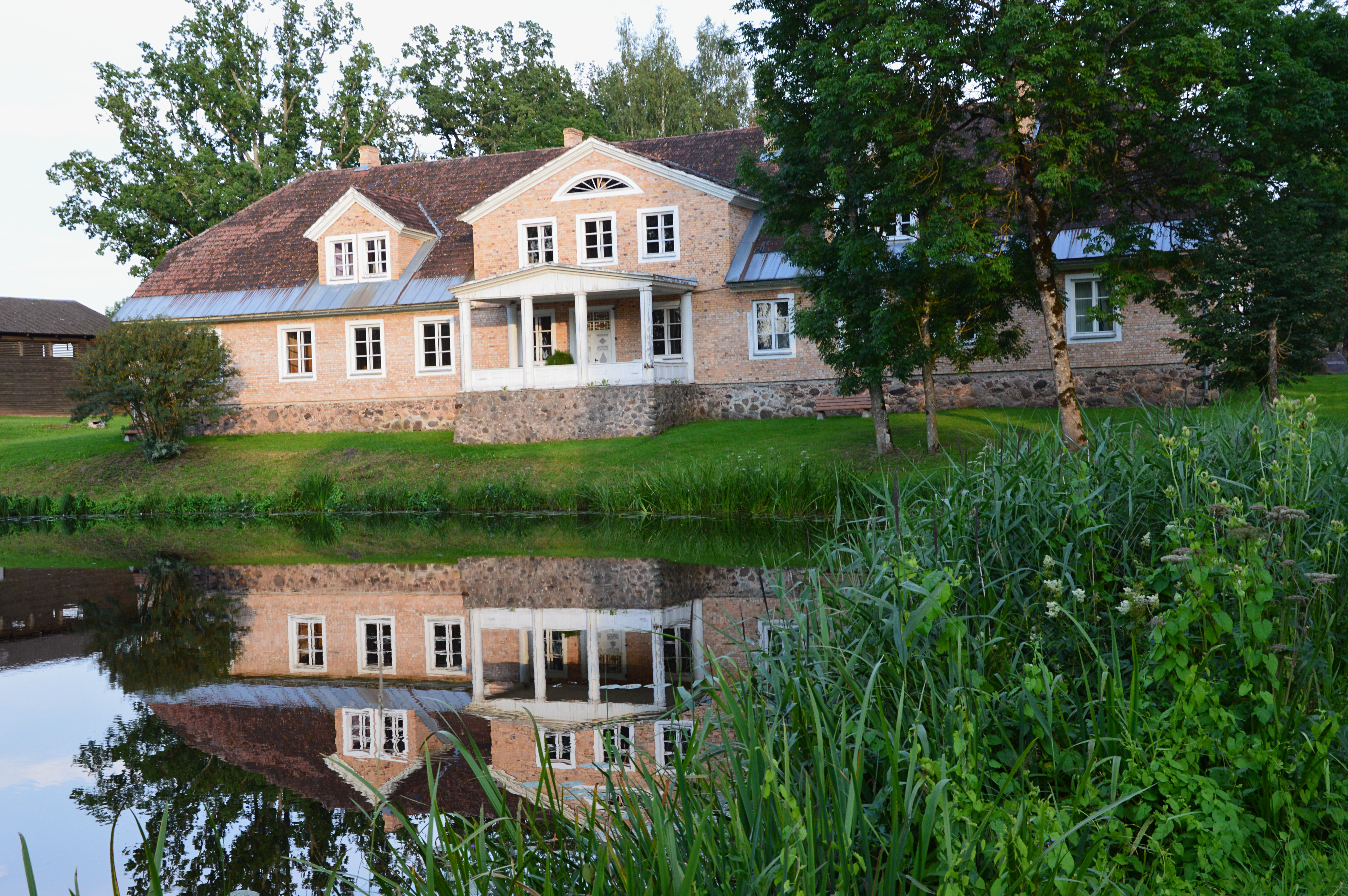
Herrenhaus Gemauerthof

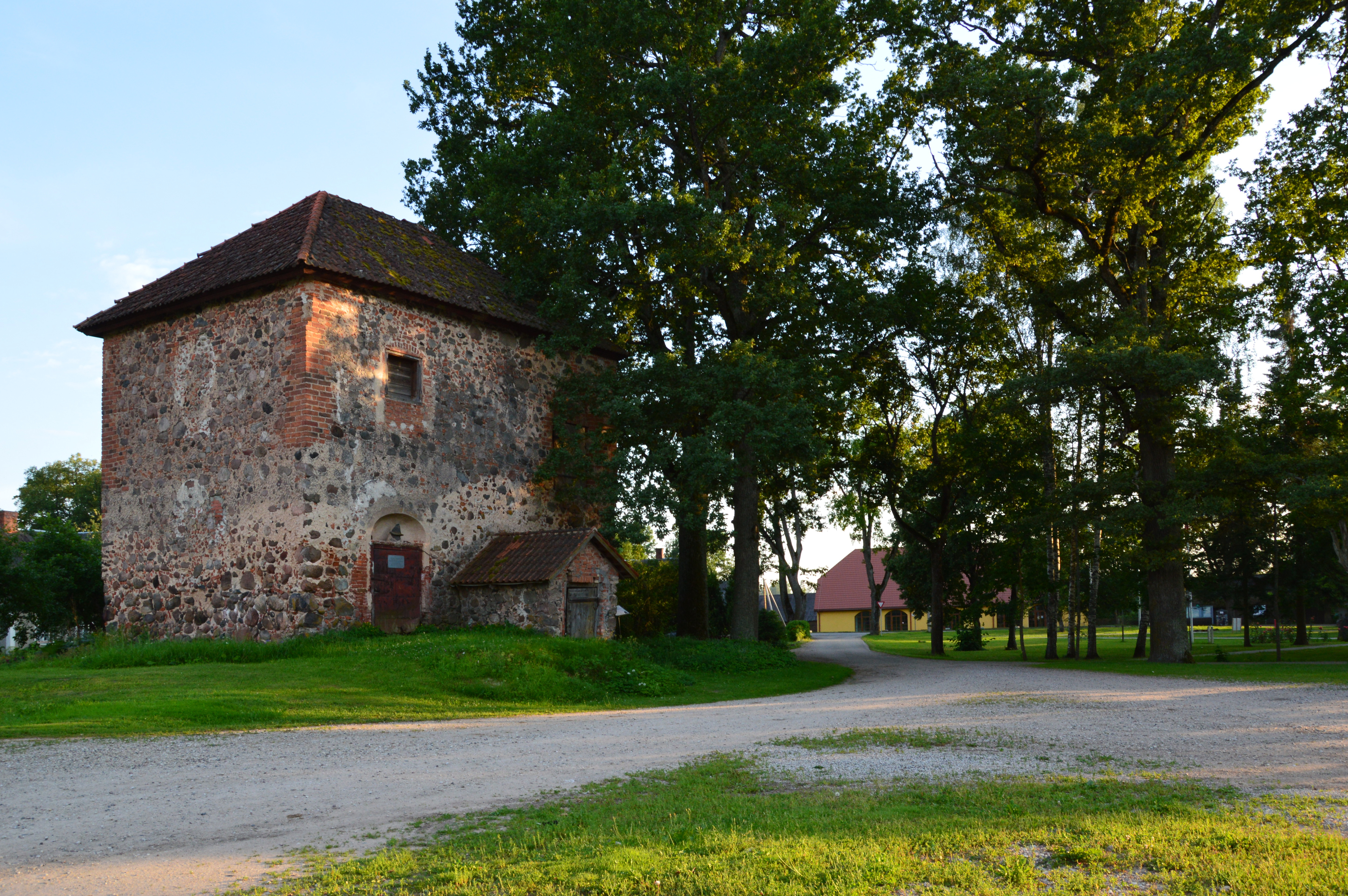
Befestigter Turm Mūrmuiža

Der Ort bildete sich um das Gut Gemauerthof. Im Gutshaus befindet sich ein Gedenkraum für die Schriftstellerin und Übersetzerin Zenta Mauriņa, die hier wirkte.
Der befestigte Wohnturm von Mūrmuiža (Mūrmuižas nocietinātais tornis) gilt als einzigartiges Beispiel eines solchen Gebäudes in Lettland. Der Wohnturm ist vermutlich Ende des 16. Jahrhunderts als Vorstadtresidenz für Bischof Otto Schenking von Cēsis errichtet worden.
Teilweise gehörte das Gebiet zu Valmiera. Nach der Verwaltungsreform 2009 schlossen sich die drei Gemeinden Trikāta, Brenguļi und Kauguri zum Bezirk Beverīna (Beverīnas novads) zusammen, dessen Zentrum Mūrmuiža war und der 2021 im Bezirk Valmiera aufging.

## Persönlichkeiten
- Jānis Balodis (1881–1965), lettischer General und Politiker, in Trikāta bei Mūrmuiža geboren
- Jānis Endzelīns (1873–1961), Linguist

## Trivia
Am 16. Juli 1705 fand bei einem gleichnamigen Ort in Semgallen die Schlacht bei Gemauerthof statt, eine Schlacht des Großen Nordischen Krieges zwischen den Armeen des schwedischen Königs Karl XII. und der Armee des Zaren von Russland Peter dem Großen.